# Марта Вашингтон
Марта Вашингтон (до шлюбу Дендрідж; англ. Martha Custis Washington; 2 червня 1731, Честнат Ґрув, Нью-Кент, Вірджинія, Тринадцять колоній — 22 травня 1802, Маунт-Вернон, Вірджинія, США) — перша леді США, дружина першого президента США Джорджа Вашингтона.

## Життєпис
Народилася у баптистській родині 2 червня 1731 року на плантації, що належала її батькам. У 18 років одружилася з Даніелем Парком Кастісом, старшим на 20 років. Народила чотирьох дітей, двоє з яких померли у ранньому дитинстві. По смерті чоловіка у 1757 році, залишилася заможною молодою вдовою.
6 січня 1759 року одружилася з полковником британської армії Джорджем Вашингтоном, що освідчився через три тижні після знайомства. Невдовзі після одруження чоловік звільнився з британської армії через незгоду з політикою британської влади у регіоні. Дітей з ним не мала і вони виховували дітей Марти від першого шлюбу, а також онуків.
У війні за незалежність Марта Вашингтон супроводжувала чоловіка, що очолював американське ополчення, у всіх походах. Але виступала проти його участі на президентських виборах щойно створених Сполучених Штатів Америки. Марта Вашингтон не відвідала інавгурацію чоловіка 30 квітня 1789 року. Проте за його президентства виконувала всі державні обов'язки, пов'язані зі своїм положенням першої леді, хоча це поняття з'явилося пізніше.
Померла 22 травня 1802 року.

## Пам'ять
Ще за життя Марти Вашингтон на її честь названий військовий корабель США, збудований за наказом її чоловіка.
1902 року пошта США випустила поштову марку з портретом Марти Вашингтон номіналом 8 центів: вона стала першою американкою, зображеною на поштовій марці. 1923 року надруковані марки у 4 центи, а 1938 року — у 1,5 цента.
Марта Вашингтон стала першою американкою, чий портрет був розміщений на американських банкнотах. Перший портрет з'явився на аверсі Срібного сертифікату в 1 долар у 1886 та 1891 роках, і на реверсі Срібного Сертифікату в 1 долар 1896 року.
Відповідно до Програми однодоларових президентських монет (англ. Presidential $1 Coin Program) на честь Марти Вашингтон були викарбувані пам'ятні золоті монети номіналом 10 доларів вагою у пів унції, а також бронзові медалі.

## Галерея

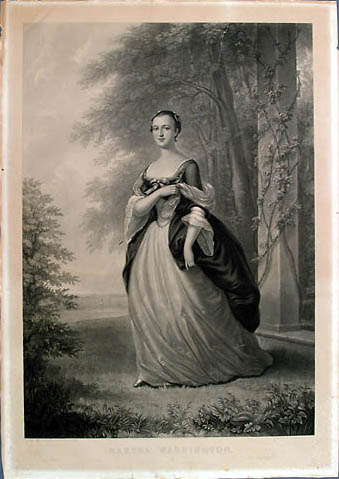
Марта у молодості.
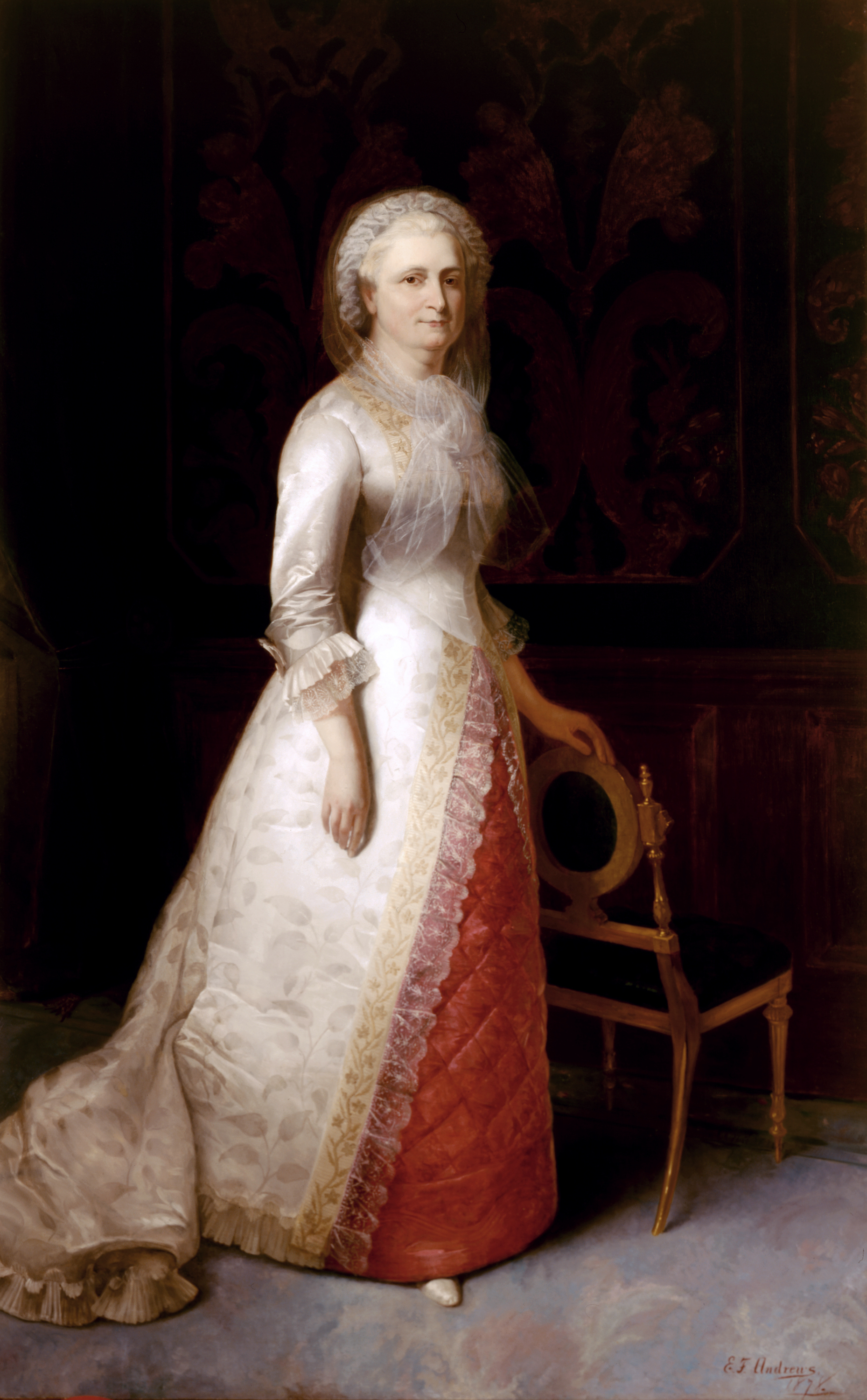
Портрет Марти Вашингтон.
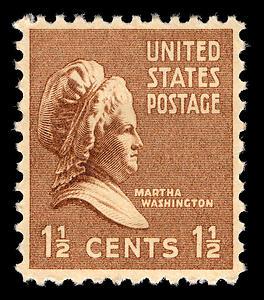
Поштова марка з портретом Марти Вашингтон.
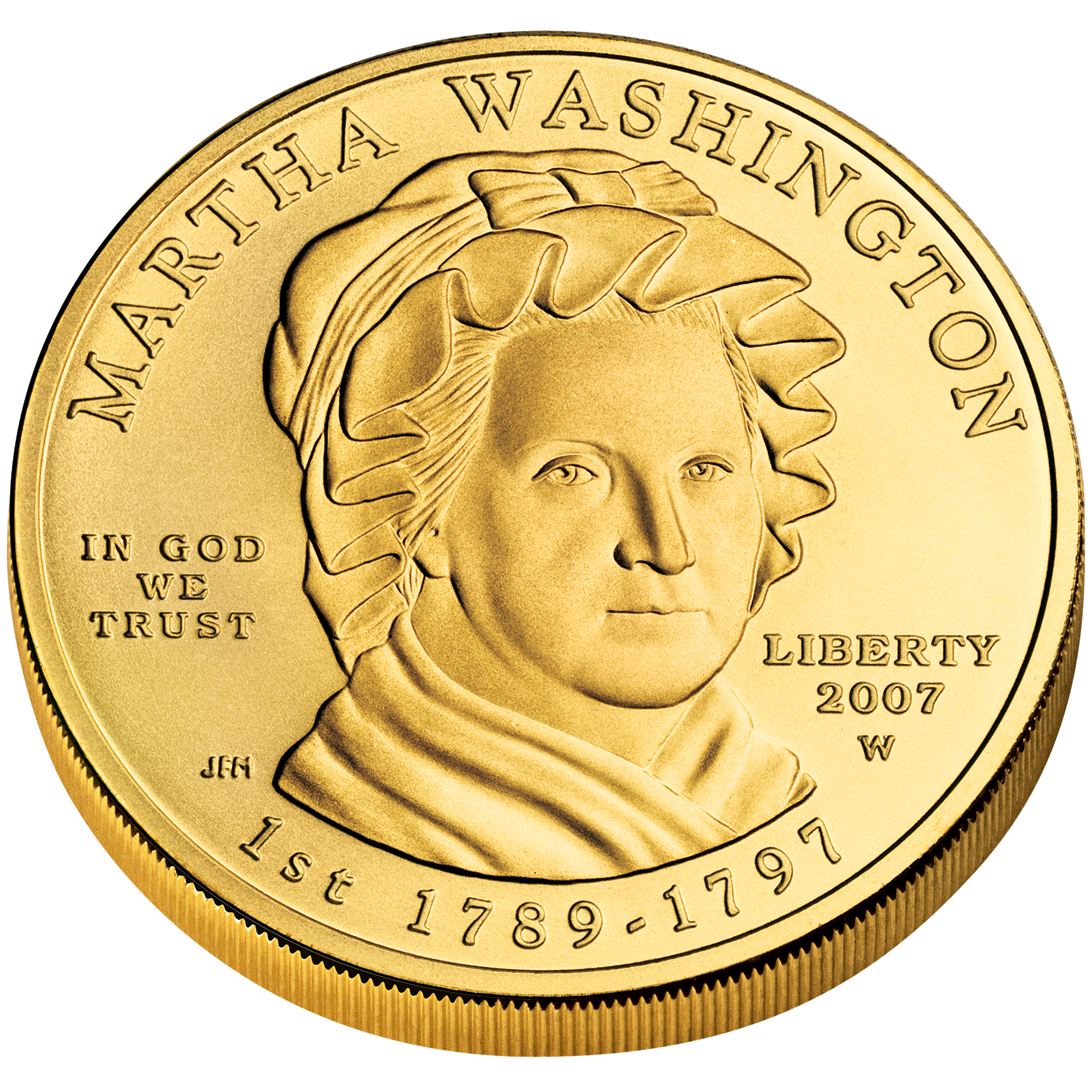
Аверс золотої монети 10 доларів з портретом Марти.
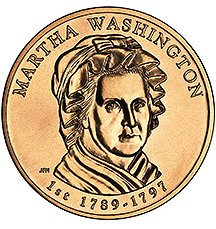
Аверс бронзової медалі.